# Savigno
Savigno är en ort och frazione i kommunen Valsamoggia i provinsen Bologna i regionen Emilia-Romagna i Italien. 
Kommunen upphörde den 1 januari 2014 och bildade med de tidigare kommunerna Bazzano, Castello di Serravalle, Crespellano och Monteveglio den nya kommunen Valsamoggia. Den tidigare kommunen hade 2 703 invånare (2013).